# Llista d'espècies de mígids
Llista d'espècies de mígids, una família d'aranyes migalomorfs de mida petita descrita per primera vegada per Eugène Simon l'any 1892. Té representants a Sud-amèrica, gran part d'Àfrica i Oceania.
Aquest llistat conté la informació recollida fins al 29 d'agost de 2006.

## Gèneres i espècies

### Calathotarsus
Calathotarsus Simon, 1903
- Calathotarsus coronatus Simon, 1903 (Xile)
- Calathotarsus pihuychen Goloboff, 1991 (Xile)
- Calathotarsus simoni Schiapelli & Gerschman, 1975 (Argentina)

### Goloboffia
Goloboffia Griswold & Ledford, 2001
- Goloboffia vellardi (Zapfe, 1961) (Xile)

### Heteromigas
Heteromigas Hogg, 1902
- Heteromigas dovei Hogg, 1902 (Tasmània)
- Heteromigas terraereginae Raven, 1984 (Queensland)

### Mallecomigas
Mallecomigas Goloboff & Platnick, 1987
- Mallecomigas schlingeri Goloboff & Platnick, 1987 (Xile)

### Micromesomma
Micromesomma Pocock, 1895
- Micromesomma cowani Pocock, 1895 (Madagascar)

### Migas
Migas L. Koch, 1873
- Migas affinis Berland, 1924 (Nova Caledònia)
- Migas australis Wilton, 1968 (Nova Zelanda)
- Migas borealis Wilton, 1968 (Nova Zelanda)
- Migas cambridgei Wilton, 1968 (Nova Zelanda)
- Migas cantuarius Wilton, 1968 (Nova Zelanda)
- Migas centralis Wilton, 1968 (Nova Zelanda)
- Migas cumberi Wilton, 1968 (Nova Zelanda)
- Migas distinctus O. P.-Cambridge, 1879 (Nova Zelanda)
- Migas gatenbyi Wilton, 1968 (Nova Zelanda)
- Migas giveni Wilton, 1968 (Nova Zelanda)
- Migas goyeni Wilton, 1968 (Nova Zelanda)
- Migas hesPerús Wilton, 1968 (Nova Zelanda)
- Migas hollowayi Wilton, 1968 (Nova Zelanda)
- Migas insularis Wilton, 1968 (Nova Zelanda)
- Migas kirki Wilton, 1968 (Nova Zelanda)
- Migas kochi Wilton, 1968 (Nova Zelanda)
- Migas linburnensis Wilton, 1968 (Nova Zelanda)
- Migas lomasi Wilton, 1968 (Nova Zelanda)
- Migas marplesi Wilton, 1968 (Nova Zelanda)
- Migas minor Wilton, 1968 (Nova Zelanda)
- Migas nitens Hickman, 1927 (Tasmània)
- Migas otari Wilton, 1968 (Nova Zelanda)
- Migas paradoxus L. Koch, 1873 (Nova Zelanda)
- Migas plomleyi Raven & Churchill, 1989 (Tasmània)
- Migas quintus Wilton, 1968 (Nova Zelanda)
- Migas sandageri Goyen, 1890 (Nova Zelanda)
- Migas saxatilis Wilton, 1968 (Nova Zelanda)
- Migas secundus Wilton, 1968 (Nova Zelanda)
- Migas solitarius Wilton, 1968 (Nova Zelanda)
- Migas taierii Todd, 1945 (Nova Zelanda)
- Migas tasmani Wilton, 1968 (Nova Zelanda)
- Migas toddae Wilton, 1968 (Nova Zelanda)
- Migas tuhoe Wilton, 1968 (Nova Zelanda)
- Migas variapalpus Raven, 1984 (Queensland)

### Moggridgea
Moggridgea O. P.-Cambridge, 1875
- Moggridgea albimaculata Hewitt, 1925 (Sud-àfrica)
- Moggridgea ampullata Griswold, 1987 (Sud-àfrica)
- Moggridgea anactenidia Griswold, 1987 (Camerun)
- Moggridgea australis Main, 1991 (Sud d'Austràlia)
- Moggridgea breyeri Hewitt, 1915 (Sud-àfrica)
- Moggridgea clypeostriata Benoit, 1962 (Congo)
- Moggridgea crudeni Hewitt, 1913 (Sud-àfrica)
- Moggridgea dyeri O. P.-Cambridge, 1875 (Sud-àfrica)
- Moggridgea eremicola Griswold, 1987 (Namíbia)
- Moggridgea intermedia Hewitt, 1913 (Sud-àfrica)
- Moggridgea leipoldti Purcell, 1903 (Sud-àfrica)
- Moggridgea loistata Griswold, 1987 (Sud-àfrica)
- Moggridgea microps Hewitt, 1915 (Sud-àfrica)
- Moggridgea mordax Purcell, 1903 (Sud-àfrica)
- Moggridgea nesiota Griswold, 1987 (Illes Comoro)
- Moggridgea occidua Simon, 1907 (Príncipe)
- Moggridgea pallida Hewitt, 1914 (Namíbia)
- Moggridgea paucispina Hewitt, 1916 (Sud-àfrica)
- Moggridgea peringueyi Simon, 1903 (Sud-àfrica)
- Moggridgea pseudocrudeni Hewitt, 1919 (Sud-àfrica)
- Moggridgea purpurea Lawrence, 1928 (Namíbia)
- Moggridgea pymi Hewitt, 1914 (Zimbabwe, Sud-àfrica)
- Moggridgea quercina Simon, 1903 (Sud-àfrica)
- Moggridgea rupicola Hewitt, 1913 (Sud-àfrica)
- Moggridgea rupicoloides Hewitt, 1914 (Sud-àfrica)
- Moggridgea socotra Griswold, 1987 (Socotra)
- Moggridgea tanypalpa Griswold, 1987 (Angola)
- Moggridgea teresae Griswold, 1987 (Sud-àfrica)
- Moggridgea terrestris Hewitt, 1914 (Sud-àfrica)
- Moggridgea terricola Simon, 1903 (Sud-àfrica)
- Moggridgea tingle Main, 1991 (Oest d'Austràlia)
- Moggridgea verruculata Griswold, 1987 (Congo)
- Moggridgea whytei Pocock, 1897 (Àfrica Central)

### Paramigas
Paramigas Pocock, 1895
- Paramigas alluaudi (Simon, 1903) (Madagascar)
- Paramigas andasibe Raven, 2001 (Madagascar)
- Paramigas goodmani Griswold & Ledford, 2001 (Madagascar)
- Paramigas macrops Griswold & Ledford, 2001 (Madagascar)
- Paramigas manakambus Griswold & Ledford, 2001 (Madagascar)
- Paramigas milloti Griswold & Ledford, 2001 (Madagascar)
- Paramigas oracle Griswold & Ledford, 2001 (Madagascar)
- Paramigas pauliani (Dresco & Canard, 1975) (Madagascar)
- Paramigas pectinatus Griswold & Ledford, 2001 (Madagascar)
- Paramigas perroti (Simon, 1891) (Madagascar)
- Paramigas rothorum Griswold & Ledford, 2001 (Madagascar)

### Poecilomigas
Poecilomigas Simon, 1903
- Poecilomigas abrahami (O. P.-Cambridge, 1889) (Sud-àfrica)
- Poecilomigas basilleupi Benoit, 1962 (Tanzània)
- Poecilomigas elegans Griswold, 1987 (Sud-àfrica)

### Thyropoeus
Thyropoeus Pocock, 1895
- Thyropoeus malagasus (Strand, 1908) (Madagascar)
- Thyropoeus mirandus Pocock, 1895 (Madagascar)